# Ronde om Texel

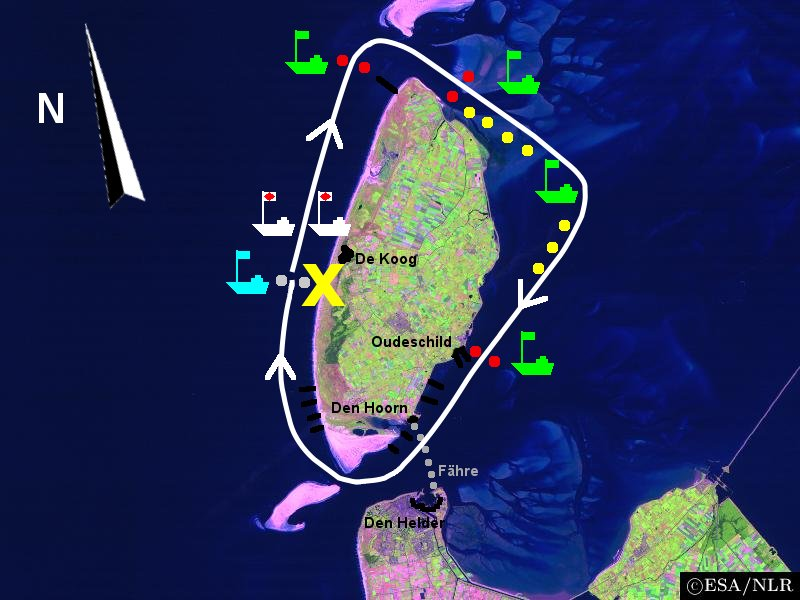
Ronde om Texel 2007

De Ronde Om Texel is een jaarlijkse zeilwedstrijd (regatta) in de maand juni voor zeilboten van het type catamaran rond het Noord-Hollandse eiland Texel. De totale afstand rond Texel is ongeveer 100 km. De race begint en eindigt bij Paal 17.
Het evenement is begonnen in 1978 met 84 boten, toen won de Duitser Sigi Lach het overall klassement. Het is sindsdien uitgegroeid tot een groot evenement met internationale belangstelling waaraan professionele- en amateurzeilers meedoen en waarvoor duizenden mensen naar Texel komen als toeschouwers. Het is nu het grootste evenement dat er is voor catamarans in de wereld. De groei was eens zo onstuimig dat er zelfs races waren met meer dan 900 boten (met nabij tweeduizend zeilers). Omdat dit tot gevaarlijke situaties leidde is nu de inschrijving beperkt. In 2007, de dertigste race, namen iets meer dan 500 boten deel.
De exacte dag in juni waarop de race plaatsvindt en het tijdstip van de dag zijn afhankelijk van het getij. Onder ongunstige omstandigheden of wanneer de deelnemer te langzaam vaart kan men op een droogvallende Waddenzee vast komen te zitten of schade oplopen.
In 2009 (8 t/m 13 juni) is de Ronde om Texel een week spektakel geworden. Buiten de spectaculaire catamaranrace was er dat jaar ook de windsurftop met o.a. het wereldkampioenschap slalom-windsurfen voor heren en dames.
In 2010 werd de Ronde om Texel afgelast.
Sinds 2016 reikt de organisatie jaarlijks de Peter Volwater wisselbokaal uit, aan de deelnemer met de meest in het oog springende prestatie.